# Tsarafidynia perpusilla
Tsarafidynia perpusilla är en fjärilsart som beskrevs av Paul Mabille 1880. Tsarafidynia perpusilla ingår i släktet Tsarafidynia och familjen björnspinnare. Inga underarter finns listade i Catalogue of Life.